# Споменик Горану Раичевићу у Београду
Споменик Горану Раичевићу у Београду налази се код стадиона Партизана, према Булевару кнеза Александра. Дело је Светозара и Светомира Радовића из 2000. године.

## Горан Раичевић
Горан Раичевић (1963-1999), био је атлетичар и агроном. Петоструки је првак Белог кроса, шестоструки првак кроса "Политике", вишеструки првак Балкана на 5.000 и 10.000 метара и успешан учесник многих маратона. Живот је изгубио као припадник Војске Југославије на Косову и Метохији, погођен из снајпера албанских сепаратиста.   
У Брусу се традиционално одржава Атлетски меморијал "Горан Раичевић". 2023. године меморијал је био под слоганом "Брус трчи за Горана". Покровитељ је општина Брус а организатор Спортски центар и бруски Атлетски клуб "Горан Раичевић". Атлетски клуб "Партизан" организује јуниорску трку "Меморијал Горана Раичевића" на 3000 метара.